# Patrice Romain
Pour les articles homonymes, voir Romain.
Patrice Romain, né le 6 octobre 1960, est un écrivain et enseignant français.

## Biographie
Instituteur en école primaire pendant 20 ans, Patrice Romain exerce durant 15 ans en tant que directeur d'école, puis personnel de direction dans le second degré pendant 23 ans. 
Il publie son premier livre en 1993. 
Durant les vingt années qu'il passe en école primaire, il collectionne les mots que lui adressent les parents d’élèves. Il les compile dans un livre, Mots d'excuse, publié en 2010. Un second tome, Nouveaux mots d'excuse sort en 2013, puis une intégrale l'année suivante, qui regroupe les deux tomes du livre et des inédits,,,. 
En 2011 sort Journal de bord d'un directeur d'école, dans lequel il raconte de multiples anecdotes professionnelles.
En 2015 sont publiés Recto-verso et Nos chers petits, compilation de mots que des professeurs ont adressés aux parents d'élèves.
En 2016, il publie Pédagofreak, comprendre le jargon de l'Éducation nationale en s'amusant. Il y décrypte les termes propres au langage des « pédagogogistes » et propose des tests pour connaître son niveau en langage « pédagogogien ».
En 2017, il sort aux éditions du Cherche Midi Quand un proviseur se lâche : lettres aux parents d'élèves. Le livre rassemble des centaines de lettres que l'auteur a écrites aux parents d'élèves tout au long de ses quarante années dans l'Éducation nationale, à la suite de situations comiques ou tragiques vécues. 
Il publie en 2019 Un principal ne devrait pas dire ça (City éditions), dans lequel il décrit les coulisses d'un collège, puis change de registre en sortant Uber hits (Éditions de l'Opportun) en collaboration avec Sandrine Chopin et Sophie Dammaretz, un livre qui raconte les tribulations d'un chauffeur Uber. 
En 2020, il témoigne d'un monde totalement différent dans Chasse à l'homme, coécrit avec S. Chopin et J. Calri (Max Milo Éditions). Inspecteurs casse-couilles (Éditions de l'Opportun), dans lequel il raconte les visites d'inspecteurs à des enseignants. 
En 2021 paraît Requiem pour l'Éducation nationale (Le Cherche midi), un pamphlet sur la gouvernance de l'Éducation nationale. 
Il sort en 2022 Collégiens casse-couilles, puis Sauve qui peut, et en 2023, il publie Omerta dans l'Éducation nationale, les chefs d'établissement sortent du silence, un livre composé de témoignages anonymes de personnels de direction sur leurs conditions de travail et la manière dont ils sont traités par la hiérarchie, ainsi que les incidences de cette gestion humaine sur la sérénité des enseignants et la scolarité des élèves. 
En 2024 et 2025, sa pièce, L'âne est scolaire en salle des profs est jouée à plusieurs reprises. 

## Publications
- 1993 : Mon école, ses maîtresses, ses maîtres (illustrations Laurent Alamercery)
- 2010 : Mots d'excuse, les parents écrivent aux enseignants (Bourin éditeur)
- 2011 : Journal de bord d'un directeur d'école (Bourin éditeur)
- 2012 : Chroniques d'un pompier volontaire (Bourin éditeur)
- 2013 : Nouveaux mots d'excuse, les parents écrivent encore aux enseignants (Bourin éditeur)
- 2014 : Mots d'excuse : l'intégrale (Michel Lafon)
- 2015 : Recto Verso, les parents parlent des enseignants, les enseignants parlent des parents (Michel Lafon)
- 2015 : Nos chers petits, quand les profs écrivent aux parents (Flammarion)
- 2016 : Pédagofreak, comprendre le jargon de l'Éducation nationale en s'amusant (l'Éditeur)
- 2017 : Quand un proviseur se lâche : lettres aux parents d'élèves (Le Cherche midi)
- 2017 : Secrets de palaces, coécrit avec Sandrine Chopin (Éditions de l'Opportun)
- 2019 : Uber hits, fous rires et délires sur la banquette arrière, coécrit avec S. Chopin et S. Dammaretz (Éditions de l'Opportun)
- 2019 : Un principal ne devrait pas dire ça (City Editions)
- 2020 : Chasse à l'homme, coécrit avec S. Chopin et J. Calri (Max Milo Éditions)
- 2020 : Inspecteurs casse-couilles (Éditions de l'Opportun)
- 2021 : Requiem pour l'Éducation nationale (Le Cherche midi)
- 2022 : Collégiens casse-couilles (Éditions de l'Opportun)
- 2022 : Sauve qui peut (City éditions)
- 2022 : Mots d'excuse, les parents écrivent (toujours) aux enseignants (Le Cherche midi) ; rééd. Pocket 2024
- 2023 : Omerta dans l'Éducation nationale, les chefs d'établissement sortent du silence (Le Cherche midi)